# Torymus chapadae
Torymus chapadae är en stekelart som beskrevs av William Harris Ashmead 1904. Torymus chapadae ingår i släktet Torymus och familjen gallglanssteklar. Inga underarter finns listade i Catalogue of Life.